# Erhard Kroeger
Erhard Kroeger (24 mars 1905 – 24 septembre 1987) était un letton SS Germano-Balte qui commanda un Einsatzgruppen en 1941. Il fut reconnu coupable de crimes de guerre en 1969.

## Seconde Guerre mondiale
À la suite de l'opération Barbarossa, le SS-Sturmbannführer Kroeger opère dans les Einsatzgruppen entre juin et novembre 1941. Durant cette période, il commande l'Einsatzkommando 6 de l'Einsatzgruppe C. Présent lors des massacres, ses troupes assassinent 100 Juifs à Dobromyl. Kroeger reçut l'ordre de tuer 307 Juifs, mais le nombre fut réduit après une plainte de sa part. Lors de ces opérations, il fut décoré de la Croix de fer.
En 1943 il est enrôlé dans la division SS "Hohenstaufen". Il fut ensuite chef du bureau russe à Leitstelle Ost à partir de juillet 1944. En 1944, les SS s'intéressèrent au général Andrey Vlasov et à son mouvement de libération russe. Durant l'été, le chef de la SS, l'Obergruppenführer Gottlob Berger nomma Kroeger officier de liaison officiel entre Vlasov et la SS.

## Après-guerre
Jusqu'en 1962, il vivait paisiblement sous de fausses identités en République fédérale d'Allemagne, en Suisse et à Bologne. Le 10 janvier 1962, le tribunal du district de Wuppertal émit un mandat d'arrêt à l'encontre de Kroeger, soupçonné d'avoir participé à des massacres pendant la guerre. Il fut traqué et finalement arrêté le 31 décembre 1965 à Steinmaur-Sünikon, dans le canton de Zurich. La Rhénanie-du-Nord-Westphalie formula une demande d'extradition. Kroeger soutint que les meurtres étaient motivés par des considérations politiques, qu'il n'était pas présent lors de la plupart des massacres et que ceux qu'il avait admis étaient des actions de représailles légitimes en temps de guerre. Le Tribunal fédéral suisse rejeta ces arguments et procéda à son extradition. À
son arrivée en Allemagne, un second mandat d’arrêt fut délivré contre lui le 22 février 1966. Kroeger fut placé en détention provisoire du 17 mai 1966 au 5 octobre 1967. Le 31 juillet 1969, il fut condamné par le tribunal de Tübingen à trois ans et quatre mois en prison pour le massacre de Juifs en Ukraine occidentale entre juin 1941 et février 1942.